# Javier Livas Cantú
Javier Livas Cantú (Monterrey, Nuevo León, 7 de junio de 1946-17 de enero de 2023) fue un abogado y político mexicano que fue miembro del Partido Acción Nacional (PAN). 
Hijo del exgobernador de Nuevo León Eduardo Livas Villarreal, Javier Livas es licenciado en derecho y obtuvo la maestría en administración de empresas en el Tec de Monterrey. En los años 70 fue dueño de un pequeño negocio de cine y más adelante trabajó en el Banco Capitalizador y en Bancomer, tras su experiencia en estos ramos se dedicó al derecho ejerciendo como abogado de litigio.

## Carrera política
Livas Cantú tuvo sus primeras actividades políticas cuando se afilió al Colegio de Abogados de Monterrey, grupo disidente que pretendía reformar el sistema de administración de justicia. En 1977 como miembro del PRI trabajó en el gobierno municipal de San Pedro Garza García donde colaboró con la reforma administrativa y de reglamentos.
Livas renunció al Partido Revolucionario Institucional (PRI) en 1985 desencantado por varias elecciones fraudulentas bajo el gobierno de Miguel de la Madrid y ese mismo año fue elegido presidente de la Asamblea Democrática de Nuevo León agrupación que propuso reformas a la ley electoral del estado que incluyó mecanismos antifraude muy novedosos en ese entonces. Su papel en dicha organización le valieron una invitación a unirse al Grupo San Ángel y mantuvo su lucha por conseguir elecciones democráticas en todo el país. En 1988 fue por primera vez candidato a una elección popular como candidato independiente a diputado federal, mediante un convenio con el PARM, ese mismo año se negó a ocupar un escaño plurinomial por el PARM como parte de la protesta contra el fraude electoral generalizado.
En 1990 Livas Cantú se afilió al PAN, en donde en 1992 fungio como Presidente del Comité Directivo Municipal del PAN en el municipio de San Pedro, Nuevo León, también dentro del partido perdió dos elecciones internas en 1991 y en 1993, en esta última ocasión compitió por primera vez por ser candidato presidencial siendo derrotado por Diego Fernández de Cevallos. En 1995 fue expulsado del partido debido a una denuncia de Federico Talancón quien lo acusó de contravenir las políticas del partido; a pesar de esto no se mantuvo lejos de la política y continuó su colaboración con miembros de ese partido, apoyó a Vicente Fox Quezada en su exitosa campaña de 2000 siendo miembro de los Amigos de Fox y trabajó con el gobierno municipal de Monterrey formando parte de la comisión de transparencia que llevó a que dicha administración fuese la primera en hacer pública su nómina de regidores en todo México.

## Candidatura presidencial de 2012
Javier Livas Cantú no dejó de luchar por su reingreso al PAN y tras dieciséis años expulsado del partido y tras pasar por dos solicitudes y dos litigios ante el TRIFE consiguió ser readmitido en el partido en septiembre de 2011, al poco se inscribió como precandidato presidencial del partido. Para su campaña, la cual ha dicho tendrá que ser relampagueante para conseguir el apoyo de los militantes del partido en el poco tiempo que tiene disponible, busca apoyarse principalmente en los medios cibernéticos y particularmente en las redes sociales.
Javier Livas consiguió las firmas suficientes para inscribirse a la elección interna y anunció que se registrará el 15 de diciembre, último días en que las convocatorias están abiertas.

## Muerte
Falleció el día 17 de enero de 2023 a causa de un padecimiento cardiaco.